# Maye Musk
Maye Musk (nhũ danh Haldeman; sinh ngày 19 tháng 4 năm 1948) là một người mẫu và chuyên gia dinh dưỡng người Canada gốc Nam Phi. Đồng thời bà cũng là mẹ của tỷ phú Elon Musk cùng các con là Kimbal Musk và Tosca Musk. Bà Maye đã làm người mẫu trong 50 năm, xuất hiện trên trang bìa của các tạp chí, bao gồm cả ấn bản sức khỏe của tạp chí Time. New York Post khẳng định sự nổi tiếng tự thân bằng cách tuyên bố bà là "một ngôi sao theo đúng nghĩa".

## Tiểu sử

### Nam Phi (1950-1989)
Maye Haldeman sinh ngày 19 tháng 4 năm 1948 tại thành phố Regina, tỉnh Saskatchewan, Canada, cùng một người chị em gái song sinh và là 1 trong số 5 đứa con. Gia đình bà đã chuyển đến Pretoria, Nam Phi vào năm 1950.
Bà Maye là con gái của bà Winnifred Josephine "Wyn" (Fletcher) và Tiến sĩ, ông Joshua Norman Haldeman, cựu giám đốc của Technocracy Incorporated, từng làm bác sĩ trị liệu thần kinh cột sống tại Regina, cũng như là một nhà khảo cổ nghiệp dư, rất thích phiêu lưu và bay cùng gia đình trên khắp thế giới trong một chiếc máy bay cánh quạt vào năm 1952. Trong hơn mười năm, cả gia đình đã dành thời gian đi lang thang trên sa mạc Kalahari để tìm kiếm Lost City của Kalahari.
Cha mẹ bà đã thực hiện trình chiếu và kể về hành trình của họ. Bà chia sẻ: "Cha mẹ tôi rất nổi tiếng nhưng họ chưa bao giờ tỏ ra hợm hĩnh".
Khi còn trẻ, bà Maye đã ghi danh tham dự và vào tới chung kết cuộc thi sắc đẹp Hoa hậu Nam Phi năm 1969. Năm 1970, bà kết hôn Errol Musk, một kỹ sư người Nam Phi học cùng trường trung học. Cả hai có ba người con là Elon Musk, Kimbal Musk và Tosca Musk. Bà nhận bằng thạc sĩ về chế độ dinh dưỡng tại Đại học Nhà nước Tự do Cam ở Nam Phi. Sau đó, bà tiếp tục nhận bằng thạc sĩ về khoa học dinh dưỡng từ Đại học Toronto.
Năm 1979, bà ly dị với Errol Musk. Hai năm sau, con trai Elon quyết định sống cùng bố. Kimbal cũng tiếp bước Elon bốn năm sau. Sau khi tốt nghiệp trung học, Elon quyết định chuyển đến Canada và bà Maye đã đi cùng những đứa con còn lại của bà vào 6 tháng sau đó trong năm 1989.

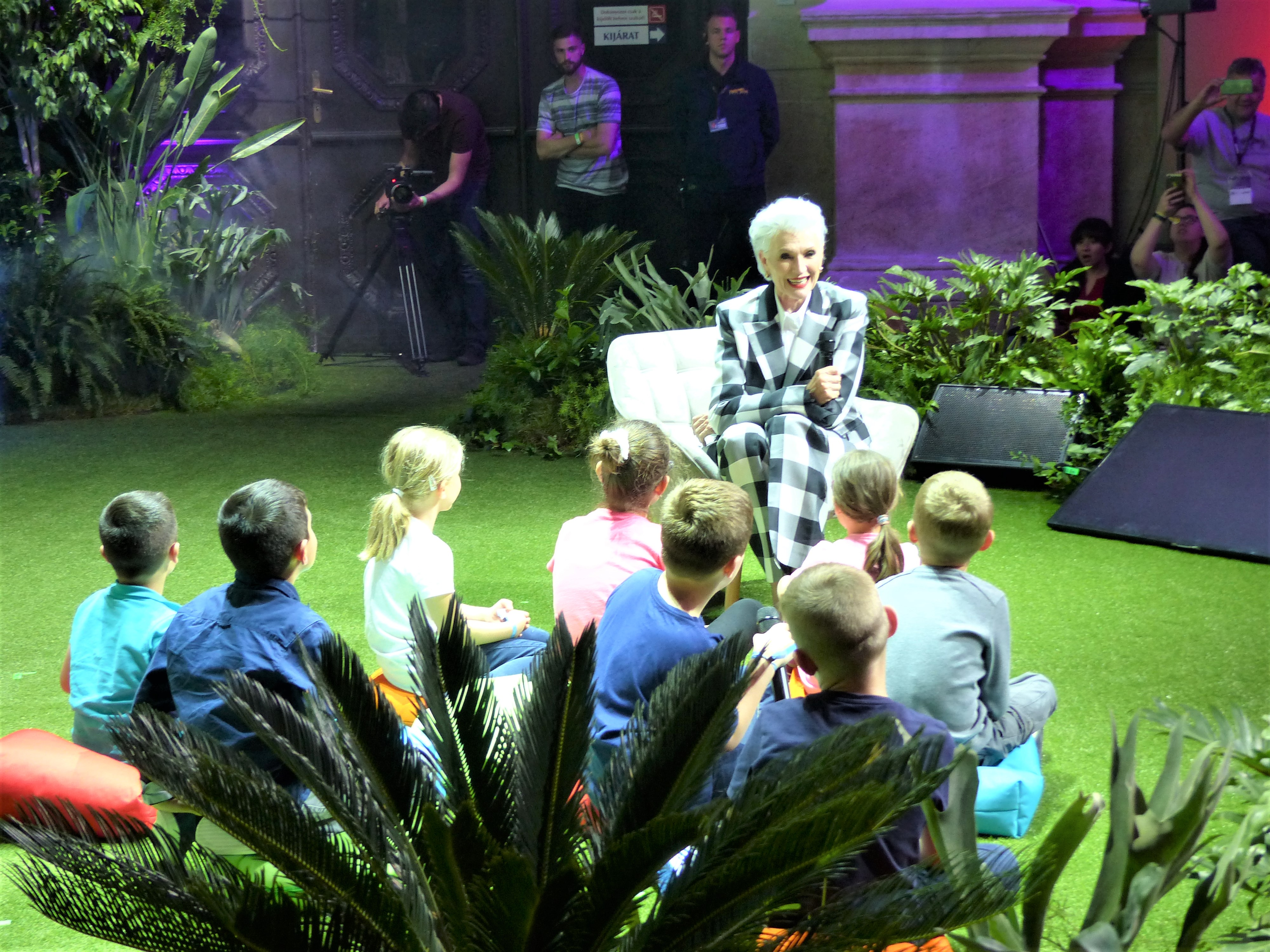
Maye Musk tại sự kiện Brain Bar 2019 thường niên 2019, vừa là hội nghị công nghệ vừa là sự kiện âm nhạc.

### Canada và Hoa Kỳ (1989-nay)
Sự nghiệp người mẫu của bà Maye tiếp tục ở Canada và Hoa Kỳ. Hình ảnh của Maye đã xuất hiện trên vỏ hộp ngũ cốc ăn liền Special K, trong các quảng cáo của Revlon, trong một video của Beyoncé,
Bà cũng từng chụp ảnh khoả thân trên bìa tạp chí Time với mục đích kêu gọi bảo vệ sức khoẻ; cũng như trên tạp chí New York năm 2011 với một chiếc bụng bầu giả; bà cũng từng lên trang bìa của Elle Canada năm 2012; và xuất hiện chính trong các chiến dịch quảng cáo của Target Corporation và Virgin America. Năm 2015, bà được IMG Models ký hợp đồng người mẫu. Vào tháng 9 năm 2017, bà trở thành người mẫu quảng cáo lớn tuổi nhất của CoverGirl khi ở tuổi 69, mà một câu chuyện tin tức được ghi nhận là "tạo nên lịch sử".
Ngoài công việc người mẫu, bà Maye còn có công việc chuyên gia dinh dưỡng và diễn giả trên toàn thế giới.
Bà cũng cho ra mắt một cuốn hồi ký có tiêu đề Một người phụ nữ thực hiện một kế hoạch: Lời khuyên cho cả đời phiêu lưu, sắc đẹp và thành công (2019).